# 悪魔のような女
『悪魔のような女』（あくまのようなおんな、原題：Les Diaboliques）は、1955年のフランスのサイコスリラー映画。監督はアンリ＝ジョルジュ・クルーゾー、出演はシモーヌ・シニョレとヴェラ・クルーゾーなど。ボワロー＝ナルスジャックの小説『悪魔のような女』を原作とし、夫の横暴ぶりに耐えかねた妻が、夫の愛人と共謀して彼の殺害を立案実行した事件の顛末を描いている。映画はパブリックドメインとなっている。

## ストーリー
パリ郊外の小学校。校長のミシェルは、病弱な妻クリスティーナがありながら、同校の女教師ニコールと愛人関係にあった。粗暴なミシェルに我慢が出来なくなったニコールとクリスティーナは結託し、ミシェルを殺害して敷地内のプールに遺体を沈める。その後、ある理由でプールの水を抜かねばならなくなった時、沈めたはずのミシェルの遺体が無くなっていた。それからというもの、2人の周囲には、ミシェルがあたかも生きているかのような物証が次々と判明し、ついには警察の介入を招いてしまう。

## キャスト
※括弧内は日本語吹替
- ニコール：シモーヌ・シニョレ（七尾怜子） - ラテン語教師。校長の愛人。
- クリスティーナ：ヴェラ・クルーゾー（野口ふみえ） - 英語教師。校長の妻。
- ミシェル：ポール・ムーリス（フランス語版）（島宇志夫） - 校長。
- フィシェ：シャルル・ヴァネル（河村弘二） - 元警視。ミシェル失踪事件を調べる。
- ドラン先生：ピエール・ラルケ（フランス語版） - 学院の老教師。
- レイモン先生：ミシェル・セロー - 学院の若い教師。
- プランティヴォー：ジャン・ブロシャール（フランス語版） - 学院の門番。用務員。
- エルボウ夫人：テレーズ・ドーニー（フランス語版） - 文法教師。ニオールにあるニコールの家の借家人。
- エルボウ氏：ノエル・ロクヴェール（フランス語版） - 文法教師の夫。
- 給油係：ロベール・ダーバン（フランス語版）

日本語吹替版テレビ放映：1968年2月25日『日曜洋画劇場』

## エピソード
- 公開当時は、製作者からの言葉として「鑑賞後、ストーリーを決して口外しないように」との注意がされた[要出典]。
- 谷崎潤一郎は、公開当時観て、シモーヌ・シニョレの悪女ぶりに感心し、「過酸化マンガン水の夢」の中で映画のあらすじを細かく記している[要出典]。

## 原作書誌
- 『悪魔のような女』北村太郎訳　早川書房、1955年、のち文庫

## リメイク
- 1996年にシャロン・ストーン、イザベル・アジャーニ主演でリメイク作品が作られた。

## 日本版（ドラマ）
- 2005年3月5日に土曜ワイド劇場にて放送された。

### キャスト
- 若桜 綾 - 菅野美穂
- 中園 薫 - 浅野ゆう子
- 若桜 晴樹 - 仲村トオル
- 福留 晴夫 - 串田和美
- 藤田宗久、森下能幸、山下健翔、伊藤昌一、山田百貴、島ひろ子、佐藤直子、谷津勲　ほか

### スタッフ
- 監督・脚本 - 落合正幸
- 原作翻訳 - 北村太郎
- 脚本協力 - 浅野妙子
- 音楽 - 配島邦明
- 指輪のピアノ曲 - 中澤好江
- 選曲 - 志田博英
- スタントコーディネーター - 釼持誠
- 特殊メイク - 梅沢壮一
- VFXプロデューサー - 岡野正広
- 演出補 - 松永洋一
- 特別協力 - 東京国際ガラス学院（ガラス指導・石田ゆり、海藤博）
- 技術協力 - フォーチュン、ジェニック
- プロデューサー - 内山聖子、池端俊二
- 製作 - テレビ朝日、ケイファクトリー